# Угорский Софьи Алексеевны
Уго́рский Софьи Алексеевны — донативная золотая монета Русского царства времён регентства Софьи Алексеевны, предназначенная для награждения участников Крымских походов 1687 и 1689 годов.
После смерти Фёдора Алексеевича царями были объявлены малолетние Иван и Пётр под регентством их старшей сестры Софьи. Умная и честолюбивая Софья желала укрепить свою власть, одной из таких мер была чеканка наградных угорских с портретами молодых царей-братьев на одной стороне монеты и портретом Софьи на другой.
Оба Крымских похода закончились неудачей для армии, но это не помешало Софье наградить участников первого похода. Однако сделать это во второй раз ей помешал повзрослевший Пётр. Не вручённые золотые с изображениями трёх соправителей были использованы для награждения участников подписания Нерчинского мирного договора с Китаем.

## История
| Название монеты                | Металл | Вес, г |
| ------------------------------ | ------ | ------ |
| Угорский Софьи Алексеевны      | Золото | 3,21   |
| Пол-угорского Софьи Алексеевны | Золото | 1,78   |

До правления царя Василия Шуйского (1606—1610) в России не было регулярной чеканки собственной ходячей золотой монеты (кратковременный выпуск златников Владимира Святославича и угорских Ивана III не приобрёл регулярного характера). Её функцию выполняли золотые дукаты, привозимые из Европы, прежде всего, из Венгрии. Дукаты имели вес около 3,5 грамм и {\displaystyle \sim }980-ю метрическую пробу. Из-за преобладания монет венгерской чеканки названием дуката на Руси стало слово «угорский», а позже так стали называть любую золотую монету весом равную дукату, даже если та была отчеканена в Москве. Довольно редкие золотые монеты XV—XVI веков не были предназначены для оборота, а фактически служили наградными медалями за военные подвиги. Первая попытка начать регулярную чеканку золотых монет (достоинством в 10 и в 20 денег) была предпринята царём Василием Шуйским и продолжена Владиславом Вазой.
После смерти в 1682 году бездетного царя Фёдора Алексеевича, престол заняли два его юных брата Иван и Пётр под регентством их старшей сестры Софьи Алексеевны. Софье удалось получить корону благодаря бунту стрелецких полков. Притязания на власть отразились уже на жалованных золотых за троицкий поход 1682 года, на которых кроме имён малолетних Ивана и Петра было отчеканено женское имя царевны Софьи. При правлении Софьи были отчеканены донативные угорские с изображениями всех трёх номинальных правителей на одной монете, вручаемые за ратные подвиги участникам Крымских походов 1687 и 1689 годов.
В своих «Записках о Московии» французский дипломат Фуа де ла Нёвилль, посетивший Россию в 1689 году, упоминает награды офицерам и солдатам за поход 1687 года. Нёвилль пишет, что наградой генералам стала золотая медаль [монета] с изображением обоих царей с одной и царевны с другой стороны для ношения на золотой цепи, цепь с медалью оценивалась в 10 червонцев. Полковников наградили также, но без цепей, монета оценивалась в один червонец. Каждый подполковник и майор получили по полчервонца, а солдаты и стрельцы по золотой копейке. Нёвилль также отмечает, что награду у царевны «испросил» Голицын, дабы укротить ропот на него в войске после неудачного похода. Непосредственный участник обоих походов Патрик Гордон в своём дневнике подтверждает раздачу золотых вернувшимся из похода 1687 года. Он пишет, что 11 августа 1687 года Владимир Петрович Шереметев доставил указ о роспуске армии и вручил «за добрую службу» привезённые золотые разного достоинства. Генералиссимус Голицын получил золотой с цепью, украшенной драгоценными камнями общей ценой в 300 дукатов, сам Гордон получил монету в 3 дуката, «знатнейших» дворян наградили монетами в 2 дуката, а монеты в один дукат получили те, кто был ниже по рангу.
Борьба Софьи за власть и её намерения единолично взойти на престол отражены в оформлении монет этой серии. Вручать золотые предполагалось значимым социальным группам, чья поддержка была необходима царевне — боярам, различным категориям боярских детей и иностранцам. То, что титулы государей отчеканены в виде аббревиатуры, а более крупное изображение принадлежит Софье в зубчатой короне со скипетром в руке, делало эту сторону жалованного золотого главной для наблюдателя, намекая на реального обладателя власти.
Второй Крымский поход 1689 года также закончился неудачей. Это позволило повзрослевшему и стремящемуся к власти Петру Алексеевичу воспротивиться подобным награждениям. Пётр настоял на уменьшении наград в сравнении с первым походом, каждый из военачальников получил жалованный золотой меньшего «достоинства». Внешний вид жалованных золотых был возвращён к традиционному (см. угорский Алексея Михайловича), где на обеих сторонах монеты был отчеканен двуглавый орёл, упоминание Софьи также осталось, но только в виде двух букв «С А» в длинной круговой надписи.
Не вручённые золотые с изображением трёх соправителей были использованы Софьей для награждения участников заключения Нерчинского мирного договора с Китаем. Глава посольства, окольничий Ф. А. Головин, получил золотой в 8 червонцев, его соратники получили монеты меньшего размера.

## Описание монеты
На аверсе монеты отчеканены погрудные изображения молодых царей-братьев Ивана V и Петра I в царских венцах и облачении. Наверху, между головами, помещается двуглавый орёл без корон, сжимающий в лапах скипетр и державу. Круговая надпись: + Б М В Г [ Ц Ï К Ï А ] П А (БОЖИЕЙ МИЛОСТИЮ ВЕЛИКИЕ ГОСУДАРИ ЦАРИ И КНЯЗИ ИОАНН АЛЕКСЕЕВИЧ ПЕТР АЛЕКСЕЕВИЧ).
На реверсе расположен поясной портрет царевны Софьи Алексеевны, слегка повернутой влево. В правой руке скипетр. Круговая надпись: * Ï Г Б Ц Ï К С А В В Ï И Р С (И ГОСУДАРЫНЯ БЛАГОВЕРНАЯ ЦАРЕВНА И КНЯЖНА СОФЬЯ АЛЕКСЕЕВНА ВСЕЯ ВЕЛИКАЯ И ИНЫХ РОССИИ САМОДЕРЖЦЫ).
Монета имеет гладкий гурт. Вес — 3,21 грамма, диаметр — 19,6 мм.